# Гран-при Индианаполиса
Гран-при Индианаполиса (англ. Grand Prix of Indianapolis), также известен, как GMR Grand Prix — один из этапов IndyCar Series, проводящийся на Индианаполис Мотор Спидвей на дорожной версии трассы, недалеко от Индианаполиса в городе Спидвей, штат Индиана, США. Обычно гонка проводится в мае в субботу за две недели до 500 миль Индианаполиса. Первая гонка прошла в 2014 году.

## История
Дорожная трасса на Индианаполис Мотор Спидвей была построена к 2000 году к Гран-при США. Позже она использовалась в гонках MotoGP. IndyCar Series не использовала дорожную версию трассы в гонках, только проводила на ней тесты, однако серия Indy Lights проводила гонки как и на овальной, так и на дорожной конфигурации. В октябре 2013 года было объявлено, что Гран-при Индианаполиса пройдет 10 мая 2014 года на обновлённой конфигурации длиной 2,434 мили. В новой конфигурации трассы направление движения будет по часовой стрелки (в отличие от MotoGP), и будет содержат новый первый поворот, удлинённую прямую «Hulman» и иную конфигурацию серии поворотов в «змеиной яме» перед выездом на главную прямую. В 2015-2016 годах компания из Индианаполиса Angie's List была титульным спонсором этапа, в 2017-2019 годах этап именовался INDYCAR Grand Prix. В декабре 2019 года было объявлено, что Global Medical Response, материнская компания American Medical Response, спонсирующая гоночные службы безопасности IndyCar Series, станет титульным спонсором этапа. 

## Расписание
Обычно гонка проводится в субботу за две недели до 500 миль Индианаполиса и предваряет гоночную активность на трассе перед главным событием. Также в дни гонки проводятся этапы серий гонок поддержки Indy Lights, Indy Pro 2000 (Ранее Pro Mazda) и U.S. F2000. В воскресенье после гонки трасса закрывается и перестраивается на овальную конфигурацию, в то время как команды занимаются подготовкой автомобилей, так как с понедельника или со вторника начинаются свободные заезды перед 500 миль Индианаполиса.
В 2020 году из-за пандемии COVID-19 гонка 500 миль Индианаполиса была перенесена на август, а Гран-при Индианаполиса прошёл 4 июля в дни проведения этапа NASCAR Brickyard 400. Позже в октябре были проведены ещё две гонки на дорожной версии из-за отмены других этапов.
В 2021 году вновь на дорожной трассе прошла гонка в рамках совместного уик-энда NASCAR Brickyard 400 и IndyCar Series.

## Победители

### IndyCar Series
| Сезон     | Дата   | Победитель   | Команда             | Шасси   | Двигатель |
| --------- | ------ | ------------ | ------------------- | ------- | --------- |
| 2014      | 10 мая | Симон Пажено | Team Penske         | Dallara | Honda     |
| 2015      | 9 мая  | Уилл Пауэр   | Team Penske         | Dallara | Chevrolet |
| 2016      | 14 мая | Симон Пажено | Team Penske         | Dallara | Chevrolet |
| 2017      | 13 мая | Уилл Пауэр   | Team Penske         | Dallara | Chevrolet |
| 2018      | 12 мая | Уилл Пауэр   | Team Penske         | Dallara | Chevrolet |
| 2019      | 11 мая | Симон Пажено | Team Penske         | Dallara | Chevrolet |
| 2020      | 4 июля | Скотт Диксон | Chip Ganassi Racing | Dallara | Honda     |
| 2021      | 15 мая | Ринус Викей  | Ed Carpenter Racing | Dallara | Chevrolet |
| Источник: |        |              |                     |         |           |

- В 2020 гонка была перенесена на 4 июля вследствие пандемии COVID-19

#### Harvest GP
| Сезон     | Дата      | Победитель       | Команда     | Шасси   | Двигатель |
| --------- | --------- | ---------------- | ----------- | ------- | --------- |
| 2020      | 2 октября | Джозеф Ньюгарден | Team Penske | Dallara | Chevrolet |
| 2020      | 3 октября | Уилл Пауэр       | Team Penske | Dallara | Chevrolet |
| Источник: |           |                  |             |         |           |

#### Big Machine Spiked Coolers Grand Prix
| Сезон     | Дата       | Победитель | Команда     | Шасси   | Двигатель |
| --------- | ---------- | ---------- | ----------- | ------- | --------- |
| 2021      | 14 августа | Уилл Пауэр | Team Penske | Dallara | Chevrolet |
| Источник: |            |            |             |         |           |

### Indy Lights
| Сезон       | Победитель                      | Команда                         |
| ----------- | ------------------------------- | ------------------------------- |
| 2005        | Марко Андретти                  | Andretti Green Racing           |
| 2006        | Алекс Ллойд                     | Gary Peterson                   |
| 2007        | Хидеки Муто                     | Super Aguri Panther Racing      |
| 2007        | Бобби Уилсон                    | Brian Stewart Racing            |
| 2008 - 2013 | Не проводился                   | Не проводился                   |
| 2014        | Мэттью Брэбэм                   | Andretti Autosport              |
| 2014        | Луис Разиа                      | Schmidt Peterson Motorsports    |
| 2015        | Джек Харви                      | Schmidt Peterson Motorsports    |
| 2015        | Шон Рэйхолл                     | 8 Star Motorsports              |
| 2016        | Эд Джонс                        | Carlin                          |
| 2016        | Дин Стоунмен                    | Andretti Autosport              |
| 2017        | Нико Жамин                      | Andretti Autosport              |
| 2017        | Кайл Кайзер                     | Juncos Racing                   |
| 2018        | Колтон Херта                    | Andretti Steinbrenner Racing    |
| 2018        | Колтон Херта                    | Andretti Steinbrenner Racing    |
| 2019        | Роберт Мегеннис                 | Andretti Autosport              |
| 2019        | Ринус Викей                     | Juncos Racing                   |
| 2020        | Отмена из -за пандемии COVID-19 | Отмена из -за пандемии COVID-19 |
| 2021        | Линус Лундквист                 | HMD Motorsports                 |
| 2021        | Давид Малукас                   | HMD Motorsports                 |
| Источник:   |                                 |                                 |